# Біосфера! Час усвідомлення
«Біосфера! Час усвідомлення» (в оригіналі рос. «Биосфера! Время осознания», для іноземного показу — англ. “Biosphere! Time to apprehend”) — український короткометражний науково-популярний фільм режисера Фелікса Соболєва, створений на кіностудії «Київнаукфільм» у 1974 році. Сценарист — Владлен Кузнецов, оператори — Георгій Лемешев, Микола Мандрич, Петро Ракітін, Володимир Бєлоруссов. Хронометраж фільму — 16 хвилин.
Разом із фільмами Соболєва «Сім кроків за обрій» (1968) і «Я та інші» (1971) увійшов до списку 100 найкращих фільмів в історії українського кіно. Займає 99 позицію.

## Опис
Цей фільм про осередок життя — біосферу, про руйнівну силу людської цивілізації та про планетарну відповідальність людини. Це публіцистична розповідь на основі праць Володимира Вернадського про генезис життя у Всесвіті — від фізичних елементів «первісного бульйону» до цивілізації людини розумної.

## Естетика фільму
Особливої уваги заслуговує естетика фільму. На думку кінокритиків, ілюструючи клітини чи фізичні стихії в досить розкутий анімаційний спосіб, Соболєв творить одну з небагатьох радянських стрічок, яка за рівнем поетики та абстрактності співзвучна західному кіноавангарду того часу.

## Нагороди
- 1974 — гран-прі конкурсу фільмів у Салерно, Італія, на конгресі Міжнародного союзу технічних кінематографічних асоціацій (UNIATEC) — за розробку нових методів знімання.
- 1974 — приз і диплом всесвітньої виставки «Експо» в Спокані, США.
- 1974 — приз і диплом Асоціації телебачення, США.